# Danila Sergejewitsch Isotow
Danila Sergejewitsch Isotow (russisch Данила Сергеевич Изотов, wiss. Transliteration Danila Sergeevič Izotov; * 2. Oktober 1991 in Nowouralsk, Oblast Swerdlowsk) ist ein russischer Schwimmer.

## Werdegang
Isotows Spezialstrecke ist die 200 Meter Freistildistanz. Bei den Olympischen Sommerspielen 2008 in Peking erschwamm er mit der russischen 4-mal-200-Meter-Freistilstaffel gemeinsam mit Nikita Lobinzew, Jewgeni Lagunow und Alexander Suchorukow die Silbermedaille und stellte zugleich einen neuen Europarekord auf. Über die 200 Meter Freistil belegte er den neunten Endrang.

## Rekorde
| Weltrekorde (1)                                                 | Weltrekorde (1) | Weltrekorde (1)   | Weltrekorde (1) |
| --------------------------------------------------------------- | --------------- | ----------------- | --------------- |
| 4 × 100 m Lagen (Kurzbahn) (mit Geibel, Korotyschkin und Donez) | 03:19,16 min    | 20. Dezember 2009 | St. Petersburg  |
| Europarekorde (1)                                               |                 |                   |                 |
| 4 × 200 Freistil (mit Lobinzew, Polischtschuk und Suchorukow)   | 06:59,15 min    | 31. Juli 2009     | Rom             |
| (Stand: 7. August 2010)                                         |                 |                   |                 |